# The Millions
The Millions es una revista literaria en línea creada por C. Max Magee en 2003. Contiene artículos sobre temas literarios y reseñas de libros. 
The Millions tiene varios colaboradores regulares, así como frecuentes apariciones de personajes literarios notables como Jeffrey Eugenides, Zadie Smith, Geoff Dyer, Susan Orlean, Jennifer Egan, Ben Marcus, Colum McCann, Chad Harbach, Deborah Eisenberg, Nathan Englander, Philip Levine, Alex Ross, Jonathan Safran Foer, John Banville, Lionel Shriver, Emma Donoghue, Fiona Maazel, Margaret Atwood, Sam Lipsyte, Aimee Bender, Keith Gessen, Lorin Stein, Michael Cunningham, Sigrid Nunez, Hari Kunzru, Jonathan Lethem, Joshua Ferris, William H. Gass, Dana Goodyear, David Shields, Rick Moody, Marco Roth, Rivka Galchen, Sarah Shun-lien Bynum, Elizabeth McCracken, Wells Tower, Helen DeWitt, Junot Diaz, Elif Batuman, Charles D'Ambrosio, Charles Finch, Garth Risk Hallberg, Lauren Groff, Meghan O'Rourke y George Saunders. 
El nombre fue elegido como una obra sobre el nombre de Magee, Maximilian, y porque Magee pensó que el sitio sería millones de cosas interesantes. 
The Millions envió una carta abierta a la Academia Sueca en 2011 pidiéndole que "detenga el sinsentido y le conceda a Philip Roth el Premio Nobel de Literatura antes de que muera". 